# Người Parsi
Người Parsi, Parsis (/ˈpɑːrsiː/) hoặc Parsees (có nghĩa là Ba Tư trong ngôn ngữ Ba Tư) là một cộng đồng người di cư theo Hỏa giáo đến các tiểu lục địa Ấn Độ từ Ba Tư trong cuộc chinh phục Persia của người Ả rập trong khoảng thời gian 636-651 AD; một trong hai nhóm như vậy (nhóm còn lại là người Iran). Theo Qissa-i Sanjan, Parsis di cư từ Greater Iran đến Gujarat, nơi họ được tị nạn, giữa thế kỷ thứ 8 và 10 sau Công nguyên để tránh bị đàn áp sau cuộc chinh phục Ba Tư của người Hồi giáo.     
Vào thời điểm Hồi giáo xâm chiếm Ba Tư, tôn giáo thống trị của khu vực (được cai trị bởi Đế quốc Sasanian) là chủ nghĩa Zoroastrian. Người Iran như Babak Khorramdin nổi dậy chống lại những kẻ chinh phục Hồi giáo trong gần 200 năm. Trong thời gian này, nhiều người Iran (hiện được gọi là Parsis kể từ khi di cư sang Ấn Độ) đã chọn giữ gìn bản sắc tôn giáo của họ bằng cách chạy trốn từ Ba Tư đến Ấn Độ.
Từ پارسیان, phát âm là "Parsian", nghĩa là "Parsi" trong tiếng Ba Tư, nghĩa đen là người Ba Tư. Lưu ý rằng Farsi là một từ tiếng Ả Rập của từ Parsi, được sử dụng như một từ trái nghĩa của tiếng Ba Tư và ngôn ngữ Ba Tư được nói ở Iran, Afghanistan, Tajkistan và một số khu vực cũ khác của Đế chế Ba Tư.
Sự hiện diện lâu dài của người Parsis ở Ấn Độ phân biệt họ với cộng đồng người Iran Zoroastrian nhỏ hơn, những người đến gần đây hơn, chủ yếu là người Zoroastrians chạy trốn khỏi sự đàn áp của triều đại Qajar và sự hỗn loạn chính trị và xã hội nói chung vào cuối ngày 19 và đầu Iran thế kỷ 20. Sau khi trải qua nhiều thế kỷ ở Nam Gujarat, đặc biệt là Udvada, Valsad và Navsari, phần lớn người Parsi diaspora nói tiếng Gujarati.